# STS-117
STS-117 byla montážní mise amerického raketoplánu Atlantis, která začala 8. června a skončila 22. června 2007. V průběhu mise byla ke stanici připojena další část příhradového nosníku a rozvinuty nové solární panely. Solární panel P6, do té doby umístěný na provizorním místě, byl stažen a tím připraven na přesun na svou finální pozici na nosníku P5. Během tří plánovaných a jednoho neplánovaného výstupu do vesmíru se kromě montážních prací podařilo opravit poškozenou tepelnou izolaci raketoplánu. Sunitu Williamsovou v základní posádce stanice Expedice 15 vystřídal astronaut Clayton Anderson.

## Posádka
- Frederick Sturckow (3) – velitel[1]
- Lee Archambault (2) – pilot
- James Francis Reilly (3) – letový specialista
- John Olivas (1) – letový specialista
- Patrick Graham Forrester (2) – letový specialista
- Steven Swanson (1) – letový specialista

## Pouze start – člen posádky ISS (Expedice 15)
- Clayton Anderson (1) – letový specialista[2]

## Pouze přistání – člen posádky ISS (Expedice 15)
- Sunita Williamsová (1) – letový specialista[2]

V závorkách je uveden dosavadní počet letů do vesmíru včetně této mise.
Pilotem této mise měl být původně astronaut Mark Polansky, byl ale povýšen na velitele mise STS-116.

## Cíle mise
Cílem letu bylo připojení 17,5 tuny vážícího příhradového nosníku ITS-S3/S4, PVA-S4 obsahujícího čtyři fotovoltaické panely k Mezinárodní vesmírné stanici (ISS) a složení pravobočního solárního panelu na ITS-P6, který byl od roku 2000 umístěn v provizorní poloze „nad stanicí“. Byly naplánovány tři výstupy do otevřeného prostoru (EVA), při kterých měli astronauti připojit příhradový nosník a zprovoznit fotovoltaické panely, kvůli opravě poškození tepelné izolace raketoplánu se v průběhu letu uskutečnil ještě čtvrtý, neplánovaný, výstup.
Dalším úkolem mise byla výměna člena posádky ISS. Astronautka Sunita Williamsová, která pracovala na stanici již několik měsíců, si vyměnila místo s Claytonem Andersonem a vrátila se s raketoplánem Atlantis na Zemi.

## Příprava na start

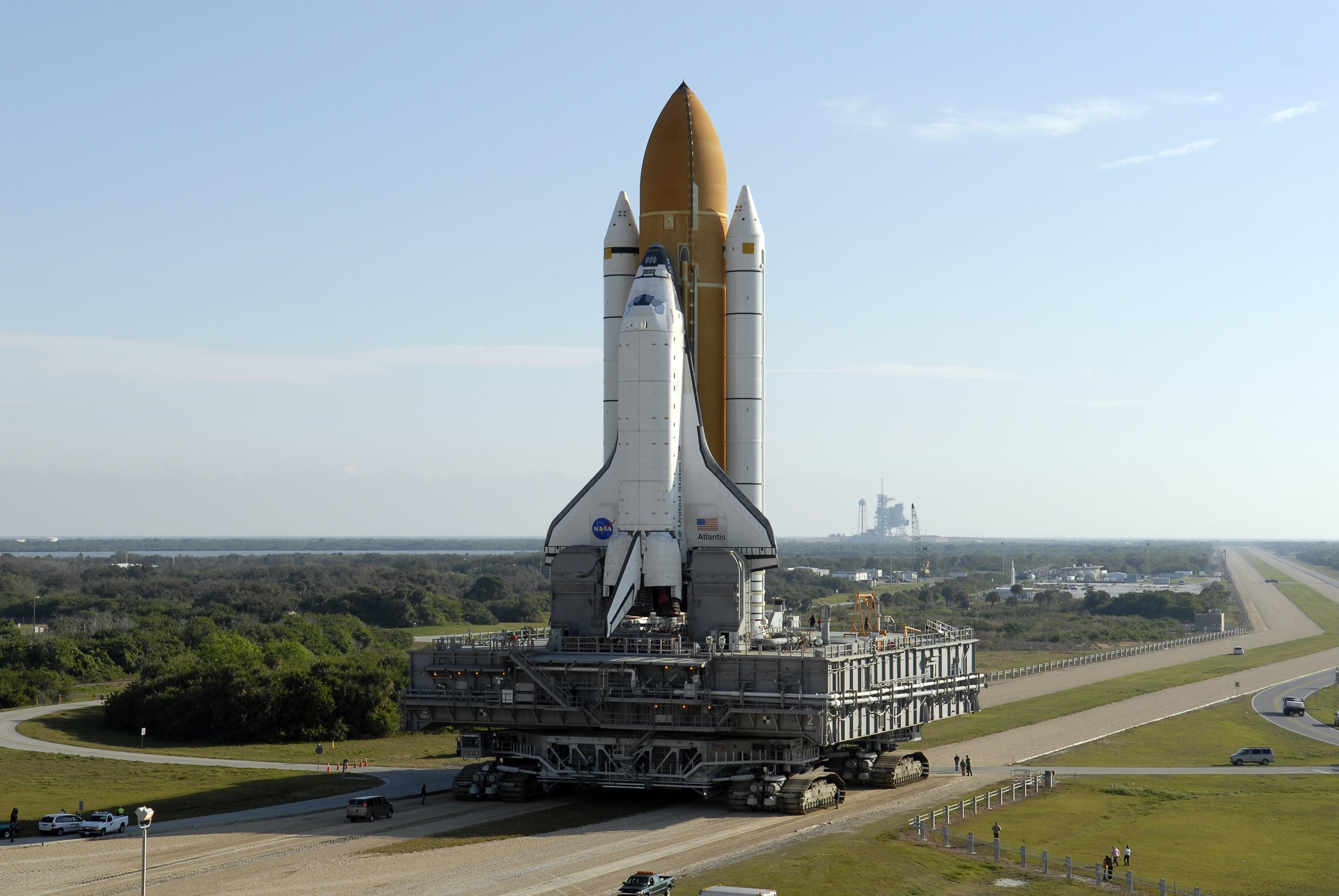
Raketoplán Atlantis se přesouvá na startovací plošinu 39-A

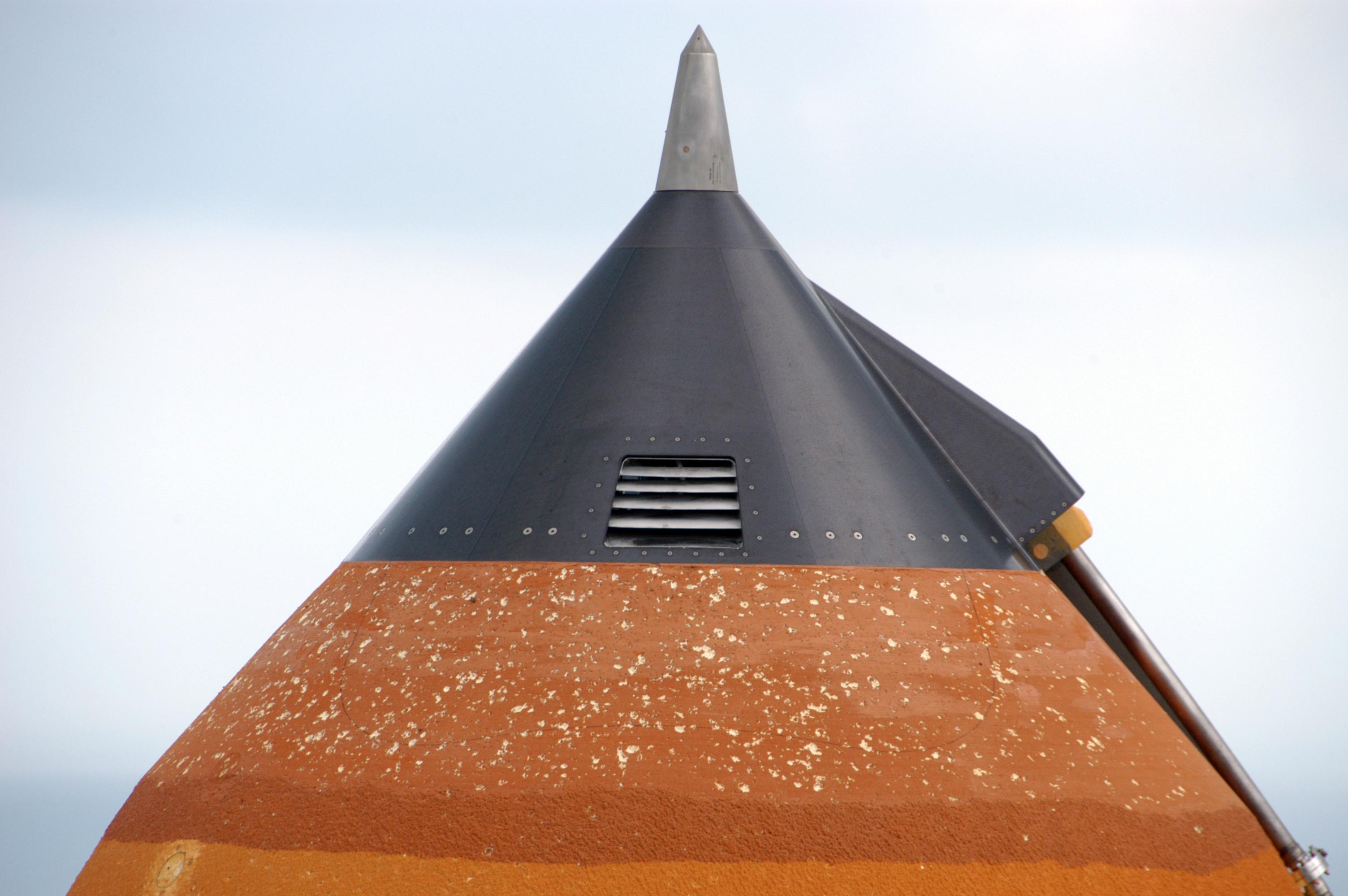
Poškozená nádrž ET po krupobití

Družicový stupeň Atlantisu byl 7. února převezen do montážní haly VAB, kde byl připojený k motorům SRB a hlavní palivové nádrži ET. Jeho převoz na startovací rampu 39-A proběhl 15. února tj. o den později oproti původnímu plánu z důvodu chybně pracujícího čidla tlaku v pravém motoru SRB. Z této rampy budou startovat už všechny zbývající mise raketoplánů, protože druhá identická rampa 39-B bude přestavěna, aby mohla být použita na starty raket Ares.
12. února, tj. tři dny předtím, než dorazil samotný raketoplán, se na odpalovací rampu přemístil jeho užitečný náklad. 22. února proběhl nácvik řešení nouzových situací a hned druhý den, 23. února, proběhlo simulované odpočítávání za účasti celé posádky až do času T-0 sekund. Začátek skutečného odpočítávání v čase T-43 hodin byl naplánovaný na 12. března a Atlantis se měl do vesmíru vydat 15. března v 11:43 SEČ (10:43 UTC).
V pondělí 26. února se přes Floridu přehnala bouřka s krupobitím. Kroupy poškodily vrchní část venkovní palivové nádrže ET. NASA se 27. února rozhodla odložit start na neurčito. 4. března 2007 byla celá sestava STS-117 přesunuta zpět do budovy VAB. Následovaly kontroly rozsahu poškození. Ledové kroupy až o velikosti golfového míčku způsobily kolem 1000 – 2000 prohlubní v pěnové izolaci externí nádrže a drobná poškození povrchu na 26 dlaždicích na levém křídle raketoplánu. Po dokončení oprav orbiteru a externí palivové nádrže byl raketoplán Atlantis (externí nádrž měla zřetelně skvrnitý povrch po opravách) 15. května ráno podruhé dopraven na startovací rampu 39A.
Start raketoplánu proběhl úspěšně 8. června 2007 ve 23:38:04 UTC.

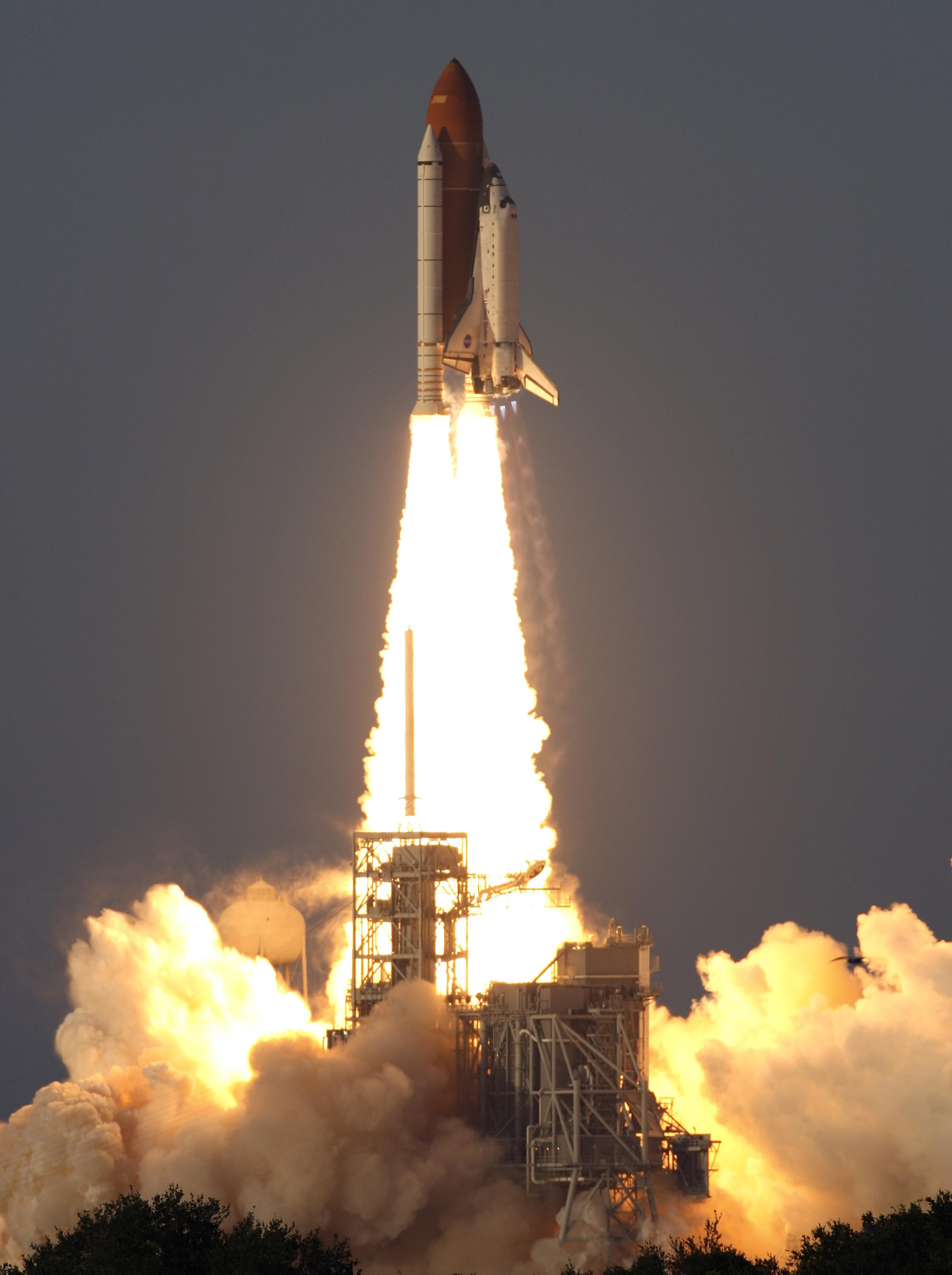
Raketoplán Atlantis startuje na misi STS-117

## Průběh letu
Po bezproblémovém navedení raketoplánu na oběžnou dráhu 9. června posádka otevřela dveře nákladového prostoru, provedla korekce dráhy, vyklopení parabolické antény na komunikaci v pásmu Ku a oživila manipulátor RMS (Remote Manipulator System). Jedním z nejdůležitějších úkolů byla kontrola tepelného štítu senzory OBSS (Orbiter Boom Sensor System). Tato kontrola slouží k odhalení případného poškození tepelného štítu, které mohlo nastat po startu. Závažné poškození tepelné ochrany na náběžné hraně křídla u raketoplánu Columbia mělo za následek jeho destrukci při návratu do atmosféry.

### Poškození tepelné ochrany raketoplánu

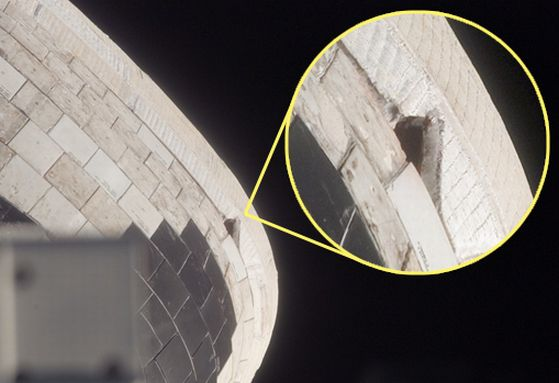
Poškozená tepelná izolace na bloku jednoho z modulů OMS

Při kontrole tepelného štítu byla pomocí senzorů zjištěna na levém bloku motoru OMS trhlina v ochranné tkanině o velikosti přibližně 10 x 15 cm. Poškozené místo se nacházelo v málo tepelně namáhané části raketoplánu, trhlina neměla nijak ohrožovat bezpečnost astronautů při průletu atmosférou zpět na Zemi. Komise NASA se přesto rozhodla pro provizorní opravu poškozeného místa, mise STS-117 byla prodloužena o 2 dny. Do plánu byl přidán jeden výstup do volného prostoru navíc, při němž se měli astronauti pokusit trhlinu opravit. To se podařilo již při třetím výstupu do volného prostoru (EVA-3) astronautu Johnu Olivasovi.

### Připojení ke kosmické stanici
10. června v 19:36 UTC se raketoplán Atlantis spojil s Mezinárodní vesmírnou stanicí (ISS). Předcházel tomu manévr, při kterém se raketoplán otáčel o 360° a posádka ISS filmovala jeho tepelný štít (Rendezvous Pitch Maneuver – RPM). Po připojení raketoplánu k uzlu PMA-2 následovala kontrola hermetičnosti spoje a zároveň manipulátor RMS uchopil příhradovou konstrukci ITS-S3/S4. V čase 21:04 UTC se otevřel průlez mezi raketoplánem a stanicí a posádky se setkaly. Křeslo z transportní lodě Sojuz TMA-10 pro Williamsovou přenesli do raketoplánu, Andersonovo křeslo z raketoplánu bylo přestěhováno zase do Sojuzu. Po jeho namontování se Anderson stal oficiálně členem dlouhodobé posádky Expedice 15 a Williamsová členkou posádky Atlantis.
11. června v 01:00 UTC mechanický manipulátor ISS dokončil připojení nosníku S3/S4 k ISS. Astronauti Olivas a Reilly zahájili přípravu výstupu v přechodové komoře Quest, kde byl tlak snížen na 700 hPa. V 19:35 UTC začala dekomprese přechodové komory a ve 20:03 UTC se s hodinovým zpožděním začal první výstup do otevřeného prostoru (EVA-1). Zpoždění bylo způsobeno tím, že připojení nosníku S3/S4 k ISS nešlo tak hladce, jak se očekávalo. Nastal totiž problém se silovými setrvačníky CMG (Control Moment Gyroscope), které nebyly schopné udržovat orientaci a stabilizaci komplexu stanice-raketoplán. Až po odstranění tohoto problému se mohlo pokračovat v manévrování se segmenty S3 a S4 zavěšenými na manipulačním ramenu ISS.

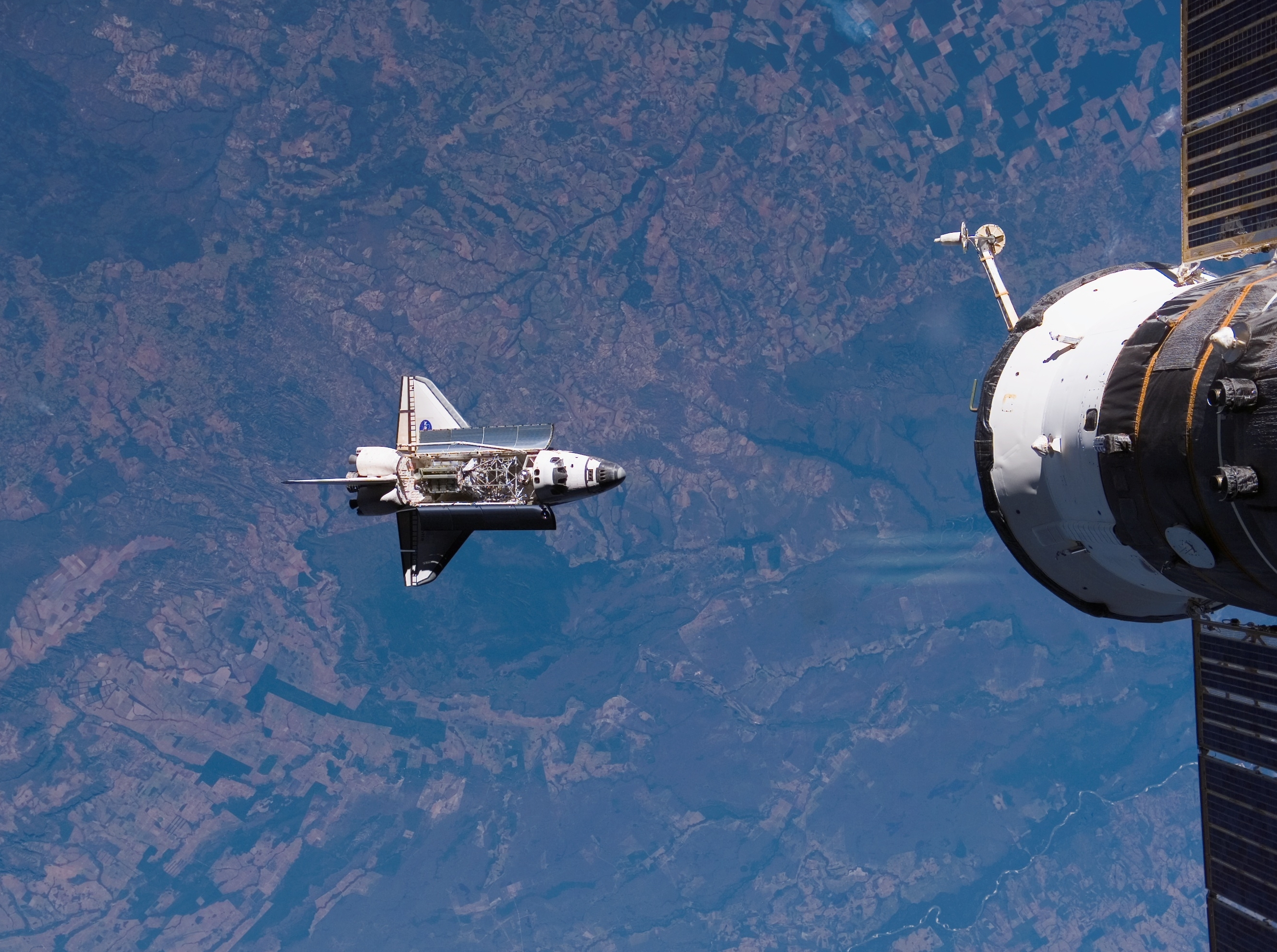
Atlantis přibližující se k ISS

### EVA-1
První výstup do otevřeného prostoru absolvovali James Francis Reilly a John Daniel Olivas. Jejich úkolem bylo pokračovat v připojování nosníku se slunečními panely (STC-S3) k ISS. Astronauti propojili konektory, uvolnili přepravní pojistky a kryt, kýlový trn byl přemístěn a nakonec byl rozevřen radiátor na S4. Výstup se skončil 12. června 2007 ve 2:17 UTC. Trval 6 hodin a 15 minut.
V průběhu 12. června byly nové panely fotovoltaických baterií (na P4) postupně vysunuty na plnou délku. Vysouvání panelů proběhlo bez problémů a bylo dokončeno v 17:53 UTC. Po jejich vysunutí se posádky věnovaly vědeckým experimentům a přenášení nákladu mezi raketoplánem a stanicí. V ruské části stanice však selhal navigační počítač systému SUDN (Sistema Upravlenija Dviženijem i Navigacijej). V důsledku toho bylo nefunkční řízení orientace a stabilizace americkými silovými setrvačníky CMG (Control Moment Gyroscope). Středisko řízení vesmírných letů v Houstonu vypracovalo metodu, jak obnovit a udržovat stabilizační systém v provozu bez využití ruského navigačního počítače, která však nefungovala. Proto bylo řízení orientace předáno autopilotovi DAP (Digital Auto Pilot) s využitím motorů RCS stanice. Orientaci a stabilizaci komplexu s využitím setrvačníků CMG se podařilo obnovit až 13. června kolem 01:00 UTC. 12. června ve 21:20 UTC navíc nastal ještě falešný požární poplach v modulu Zarja.
13. června se začalo dálkově řízené zatahování panelu fotovoltaických baterií SWA (Solar Wing Array) 2B na příhradové konstrukci ITS-P6. Bylo však přerušeno problémy: panel se začal vlnit a jednotlivé díly panelu se přestaly správně skládat. Po neúspěšných pokusech o uvolnění zaseknutých dílů bylo další zatahování přerušeno. Kromě toho v ranních hodinách došlo k totálnímu selhání ruského navigačního systému SUDN. Veškerou orientaci a stabilizaci musely proto převzít motory RCS raketoplánu Atlantis.
V 18:28 UTC začali astronauti Patrick G. Forrester a Steven Swanson druhý výstup do kosmu, technici ve středisku CUP-M zatím pokračovali v pokusech o oživení řídících počítačů.

### EVA-2
Hned na začátku druhého výstupu do kosmu se Forrester a Swanson přesunuli na příhradovou konstrukci ITS-P6 (Forrester byl na konci staničního manipulátoru SSRMS) a zahájili urovnávání dílů a vodících lan zaseknutého panelu. Nakonec se pomalu a s problémy podařilo zatáhnout pět jeho dalších dílů a pak bylo skládání odloženo na další den. Potom začali astronauti řešit další úkol výstupu, kterým byla demontáž aretačních pojistek na otočném spoji mezi konstrukcí ITS-S3 a ITS-S4. V průběhu aktivace spoje se ale zjistilo, že v zapojení řízení je chyba a příkazy pro motor č.1 vykonává motor č.2 a naopak. Do rozhodnutí o vyřešení problému astronauti nechali na spoji jednu aretační pojistku, aby nedošlo k jeho nepředvídatelnému pohybu. Plné zprovoznění spoje tak muselo být odloženo na některý z dalších výstupů do kosmu. Výstup EVA-2 se skončil 14. června v 01:44 UTC a trval 7 hodin 16 minut.
Následoval odpočinek obou posádek. Řídícímu středisku se na 7 minut se podařilo navázat spojení s jednou dvojicí řídících počítačů CVM. Spojení však následně opět vypadlo. Problém bylo nutno vyřešit do oddělení raketoplánu od stanice, protože bez raketoplánu už nebude mít co stanici stabilizovat. NASA proto zvažovala, že prodlouží pobyt raketoplánu u stanice o další den. Williamsová a Anderson neúspěšně hledali příčinu výpadku počítačů. V 11:23 UTC byl opět vyhlášen falešný požární poplach.
Pokračovaly též pokusy o zatažení panelu. Panel se podařilo složit o další čtyři díly. Tímto byl panel zatažen asi z poloviny. Další skládání bylo odloženo až na třetí výstup do otevřeného prostoru (EVA-3), který byl zahájen 15. června v 17:24 UTC. Kromě jiného se astronauti na začátku výstupu měli pokusit opravit i poškozenou tepelnou izolaci.

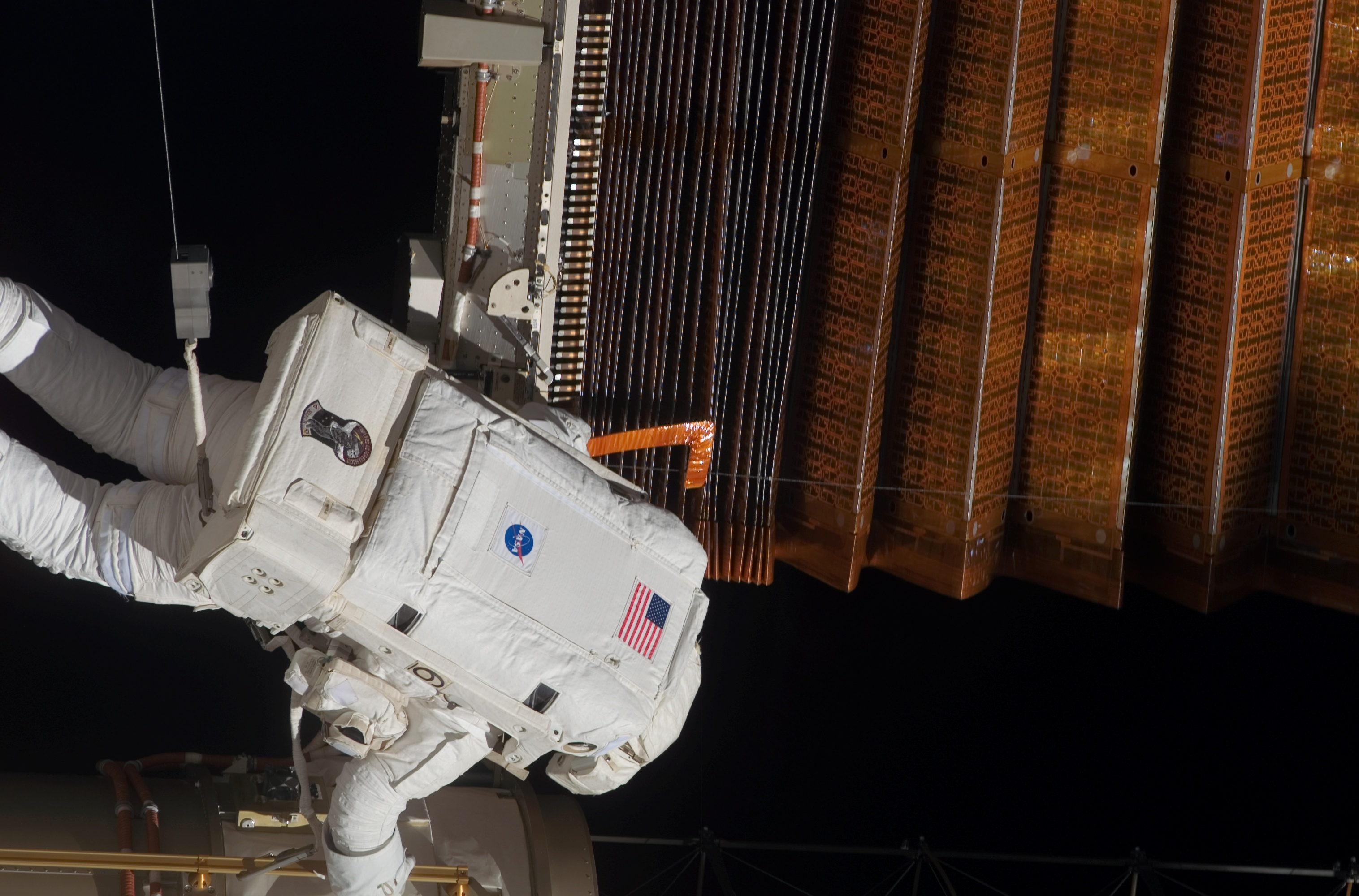
Olivas se pokouší složit solární panel při třetím výstupu do vesmíru EVA-3

### EVA-3
Třetí výstup do vesmíru absolvovali Reilly a Olivas. Pomocí manipulátoru RMS se Olivas dostal k místu s poškozenou izolací. Nejdříve kus izolace zatlačil dovnitř rukou a potom ho zašil a zajistil 21 sponami. Kromě toho jej ještě zajistil zasvorkováním. Reilly mezitím pracoval na generátoru kyslíku na vnější straně modulu Destiny. Nainstaloval na něm nový ventil a potom oba astronauti společně nainstalovali desku protimeteorického štítu modulu Destiny. V závěru výstupu se jim podařilo úplně složit problematický panel. Výstup EVA-3 trval 7 hodin 58 minut.
16. června ruské řídící středisko pomalu uvedlo do provozu většinu svých počítačů. Za hlavní příčinu selhání se považuje poškození ochranných přepěťových pojistek sekundárních napájecích zdrojů počítačů. Po přemostění pojistek se podařilo všechny počítače zprovoznit, ty pak po otestování opět přebraly orientaci stanice. Odložení odpojení raketoplánu od stanice se proto nekonalo. Na palubě ISS zatím pokračovaly práce a přípravy na čtvrtý mimořádný výstup do vesmíru. Ten se začal 17. června v 16:25 UTC a absolvovali jej astronauti Forrester a Swanson. Jejich cílem bylo především zakončení zapojení nových solárních panelů, uvolnění rotačního mechanizmu SARJ, který umožní novým solárním panelům otáčet se za Sluncem.

### EVA-4
Kolem 17:00 UTC astronauti nainstalovali nosník pro vnější televizní kameru segmentu příhradové konstrukce. Potom došlo na práci na spojovacím uzlu SARJ. Forrester testoval stav převodovek otočného spoje, Swanson zatím zahájil demontáž zbylých aretačních pojistek otočného spoje. Pak astronauti demontovali kýlový trn a pomocné vzpěry příhradové konstrukce, nainstalovali podnožky PFR a začali oživovat nové segmenty. Po dokončení této práce se oba přesunuli do přechodové komory Quest, kde si vyměnili nářadí a kolem 20:30 UTC se přesunuli k příhradové konstrukci ITS-Z1. Zpětná montáž protimeteorických panelů se však nepodařila. Byly proto jen provizorně připoutány jistícími lanky. Ve 22:45 UTC se Forrester a Swanson vrátili do přechodové komory. Výstup EVA-4 trval 6 hodin a 29 minut.

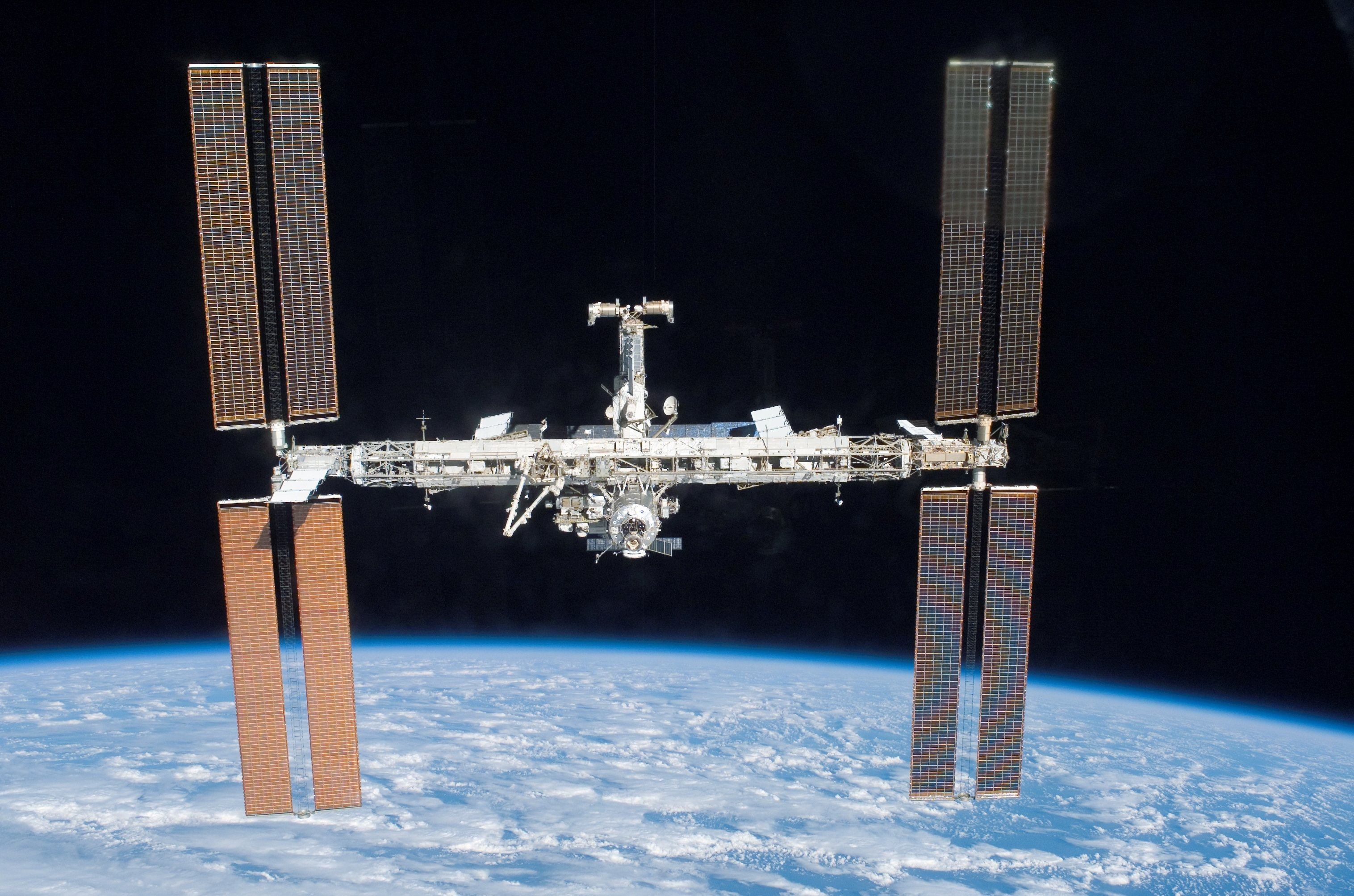
Mezinárodní vesmírná stanice při pohledu z raketoplánu Atlantis po jeho odpojení

18. června měla posádka raketoplánu volný den. Skafandry pro výstup do otevřeného prostoru byly přeneseny na palubu raketoplánu. Po přenesení poslední dávky vody z raketoplánu na stanici se ve 22:30 UTC posádky slavnostně rozloučily. Ve 22:51 UTC se uzavřely průlezy mezi tělesy. Vlastní odpojení však nastalo až po ukončení odpočinku posádky, dne 19. června ve 14:42 UTC.

### Odpojení od ISS
Po standardním obletu okolo stanice se v čase 16:01 UTC raketoplán separačním manévrem od stanice vzdálil. V 19:13 UTC byl opět zahájen průzkum tepelné ochrany raketoplánu.
20. června začaly probíhat přípravy na přistání, jehož první termín byl 21. června na Kennedyho vesmírném středisku (KSC). Na palubě orbitru se začal úklid nákladu a zkoušky systémů potřebných pro přistání – řídícího systému FCS (Flight Control System), zkušební spuštění hydraulického čerpadla APU-1 (Auxilliary Power Unit) a zkušební zážeh motorů RCS. Konala se též tisková konference.
21. června se začaly vlastní přípravy na přistání – členové posádky se ve skafandrech připoutali na svá místa, byl deaktivován systém na odstraňování oxidu uhličitého ze vzduchu a proběhly zkoušky vychylování motorů OMS. Předpověď počasí pro KSC však byla špatná a potom, co se počasí ještě zhoršilo, bylo přistávání odloženo o jeden oblet a nakonec zrušeno a přeloženo na 22. června. To se už aktivovalo i záložní letiště na Edwardsově letecké základně (Edwards AFB) v Kalifornii, protože na Floridě byla předpovídána velká oblačnost a bouřky. Kromě KSC a Edwards AFB už může raketoplán přistávat jen na základně White Sands v Novém Mexiku, pro kterou však byly také hlášeny bouřky.

Raketoplán Atlantis dosedá na přistávací dráhu na Edwarsově letecké základně

### Přistání
22. června v 18:20 UTC dalo řídící středisko souhlas s přistáním v Kalifornii. Raketoplán se obrátil do pozice pro zážeh motorů OMS, který se začal v 18:43:47 UTC. Po 2 minutách a 35 sekundách byly motory vypnuty a perigeum se tím snížilo na výšku několika kilometrů. Raketoplán se nacházel na nenávratně sestupné dráze. Z bezpečnostních důvodů byly vypuštěny pohonné hmoty. Kolem 19:18 UTC raketoplán Atlantis vstoupil do atmosféry ve výšce asi 121 km rychlostí 7,59 km/s. V 19:23 raketoplán zahájil sérii otáček (2 otáčky ve tvaru S), aby snížil svoji rychlost. V čase 19:30 nastal okamžik největšího aerodynamického namáhání. Teplota plazmatu v okolí raketoplánu dosahovala místy až 1300 °C. V 19:46 raketoplán zahájil manévr HAC (Heading Alignment Cylinder), neboli okruh nad místem přistání. V 19:49 se zadní kola podvozku dotkla přistávací dráhy. Vzápětí na dráhu dosedla i přední kola, byl odhozen brzdící padák a v 19:50:48 UTC se raketoplán zastavil. Do tohoto okamžiku mise trvala 13 dní, 20 hodin, 11 minut a 34 sekund.
Raketoplán byl přepraven nazpět na Floridu pomocí speciálního transportního letadla Shuttle Carrier Aircraft (SCA). Přeprava byla zahájena 1. července ráno. Pro nepříznivé povětrnostní podmínky muselo letadlo přečkat noc z 2. na 3. července ve Fort Campbel v Kentucky. Na Floridě přistálo SCA s raketoplánem 3. července 2007 kolem 14:30.

## Změny v plánech dalších startů
Poškození raketoplánu Atlantis krupobitím způsobilo velké změny v plánech následujících startů raketoplánů. Start STS-123 byl přesunut na únor 2008, STS-118 (který nemohl letět, dokud nebyla dokončena montáž nosníku S3/S4 při misi STS-117, protože nosník S5, který STS-118 vynášel, měl být připojen k S4) byl přeplánován na 8. srpna 2007, STS-120 odstartoval 23. října 2007 a další start Atlantis při misi STS-122 byl přepsán na 6. prosince 2007.